# Geschichte der deutschen Arbeiterbewegung. Biographisches Lexikon
Die Geschichte der deutschen Arbeiterbewegung. Biographisches Lexikon des Instituts für Marxismus-Leninismus beim Zentralkomitee der Sozialistischen Einheitspartei Deutschlands ist ein Lexikon zu Personen der deutschen Arbeiterbewegung.

## Inhalt
Das Lexikon führt insgesamt 353 Biografien bekannter „verstorbener führender Vertreter der deutschen Arbeiterbewegung“ auf, darunter von 17 Frauen. Es erschien 1970 in erster und einziger Auflage im Dietz Verlag Berlin und wurde unter der Redaktions-Kommission von Roland Grau, Günter Hortzschansky, W. Rieß und Gerhard Roßmann (Gesamtredaktion) erstellt. Herausgeber war das Institut für Marxismus-Leninismus beim ZK der SED. Das Buch stellt zusammen mit dem zwischen 1965 und 1967 erschienenen dreibändigen Werk Geschichte der deutschen Arbeiterbewegung. Chronik eine Ergänzung zur achtbändigen Geschichte der deutschen Arbeiterbewegung dar, die 1966 im selben Verlag veröffentlicht wurde.
Der Anhang ist aufgeteilt in
- Parteitage der deutschen Arbeiterparteien (mit Datum und Orten),
- Kongresse der internationalen Arbeiterorganisationen (mit Datum und Orten),
- Personenregister

## Editionsgeschichte
Das Biographische Lexikon war ursprünglich bereits für das Jahr 1964 geplant. Aufgrund von Bedenken seitens der SED-Führung erschien der Band erst 1970. Für Opfer der Stalinistischen Säuberungen wurde darin die Formulierung „unter falschen Anschuldigungen verhaftet“ verwendet. Der Plan einer zweiten Auflage wurde vom Dietz-Verlag „wegen inhaltlicher Probleme zurückgestellt“.

## Bibliografische Daten
- Institut für Marxismus-Leninismus beim Zentralkomitee der SED (Hrsg.): Geschichte der deutschen Arbeiterbewegung. Biographisches Lexikon. Dietz Verlag, Ost-Berlin 1970, OCLC 251565688.